# 사기타촌 (가가와현)
사기타촌(일본어: 鷺田村)은 일본 가가와현 가가와군에 있던 촌이다. 1940년에 다카마쓰시에 편입합병해 소멸하였다.

## 역사
다카마쓰성을 축성한 이코마씨에 의해 지역 중심부에 고토히라 가도가 연결되었다.
- 1890년 2월 15일 - 정촌제 시행에 수반해, 가가와군 사기타촌이 성립하였다.
- 1940년 2월 11일 - 다카마쓰시에 편입해, 동일 사기타촌은 폐지되었다.

## 인구
- 1920년 5,991명
- 1925년 6,688명
- 1930년 6,976명
- 1935년 7,340명

## 참고 문헌
- 角川日本地名大辞典編纂委員会, 『角川日本地名大辞典 43 香川県』, 1985, 角川書店
- 大日本篤農家名鑑編纂所 編『大日本篤農家名鑑』 第1冊、大日本篤農家名鑑編纂所、東京市芝区、1910年5月12日。doi:10.11501/782783。 NCID BA65874002。OCLC 672541642。
- 青井常太郎 編『讃岐香川郡志』香川県教育会香川郡部会、高松市、1934年12月8日。doi:10.11501/1043830。 NCID BN1081377X。OCLC 673722448。
- 高松市史編修室 編『新修高松市史』 第1、高松市役所、高松市、1964年12月15日。doi:10.11501/3030912。 NCID BN05923101。OCLC 672588589。
- 高松市史編修室 編『新修高松市史』 第3、高松市役所、高松市、1969年2月15日。doi:10.11501/3030978。 NCID BN05923101。OCLC 703819378。